# Gesù venuto per servire
Gesù venuto per servire si riferisce ad un episodio dei vangeli sinottici in cui Gesù, in seguito ad una discussione sorta fra i dodici apostoli su chi tra loro dovesse essere più importante, li esorta ad essere umili e a prendere come esempio lui, che non è venuto per essere servito ma per servire. Ciascuno dei vangeli riporta l'episodio con alcune differenze.

## Vangeli di Matteo e Marco
Nel vangelo secondo Matteo e nel vangelo secondo Marco l'episodio avviene durante il viaggio di Gesù dalla Galilea verso Gerusalemme ed è collocato dopo che Gesù predice la sua morte per la terza volta e prima della guarigione del cieco di Gerico. In Matteo è originato dalla richiesta rivolta a Gesù dalla madre di Giacomo e Giovanni (definita come madre dei figli di Zebedeo) di fare sedere i suoi due figli alla sua destra e alla sua sinistra, cioè ad assicurargli un posto privilegiato nel suo futuro regno. In Marco sono invece i due discepoli ad avanzare direttamente la richiesta a Gesù. In ambedue i vangeli, Gesù risponde alla domanda chiedendo ai due fratelli se sono disposti a bere il calice che lui sta per bere e alla loro risposta positiva risponde a sua volta che non sta a lui concedere a qualcuno di sedersi alla sua destra o alla sua sinistra, ma che ciò sarebbe stato deciso dal Padre. Gli altri apostoli si indignano con i due fratelli e Gesù ammonisce tutti ad essere servi l'uno dell'altro, come il Figlio dell'Uomo che non era venuto per essere servito ma per servire e per dare la propria vita per gli altri.

## Vangelo di Luca
Nel vangelo secondo Luca un episodio analogo avviene durante l'Ultima Cena, in cui sorge una contesa tra i discepoli su chi dovesse essere tra loro il più grande. Anche qui Gesù invita gli apostoli all'umiltà, concludendo con la frase "io sono in mezzo a voi come colui che serve". Qui Gesù si riferisce a sé stesso parlando in prima persona, senza usare l'espressione di Figlio dell'Uomo come nei vangeli di Matteo e Marco.

## Interpretazione
Secondo il biblista Alberto Maggi, la versione di Matteo è probabilmente quella più veritiera: l'atteggiamento della madre dei due apostoli, seguace anch'essa di Gesù, è infatti imbarazzante, tanto che Luca, che nel suo vangelo esalta il ruolo delle donne, avrebbe preferito omettere completamente l'episodio, inserendo in un altro contesto le parole di Gesù sul servizio. Matteo non avrebbe riferito il nome della madre dei due discepoli (probabilmente la Salome del vangelo di Marco) per sottolineare che la donna viveva in funzione dei figli. Essa faceva parte del gruppo di donne che avevano seguito Gesù dalla Galilea, ma la sua richiesta a Gesù fa pensare che il suo servizio non fosse disinteressato. Giacomo e Giovanni a loro volta pensavano di seguire un messia vittorioso e non avevano capito la sua prospettiva, tanto che quanto Gesù gli chiede se potevano bere il calice che lui stava per bere rispondono presuntuosamente di sì. Gli altri apostoli si indignano con i due fratelli perché si sono sentiti scavalcati, non perché essi abbiano fatto una cosa in sé sbagliata. Gesù cerca allora di fare capire a tutti i discepoli che la loro idea di un regno basato sul potere, dove "i capi delle nazioni dominano", non corrisponde alle sue intenzioni. La comunità dei discepoli di Gesù non dovrà funzionare come le strutture di potere esistenti nelle società umane, specialmente in quelle pagane, ma dovrà essere basata sul servizio reciproco, prendendo esempio dallo stesso Gesù, che è venuto per servire. Coloro che invece si fanno dominare dall'ambizione non riusciranno a cogliere il senso del messaggio di Gesù e non riusciranno a seguirlo veramente, come avverrà al momento dell'arresto di Gesù: Giacomo e Giovanni, che avevano dichiarato di essere disposti a bere lo stesso calice di Gesù, fuggiranno insieme a Pietro abbandonando Gesù.